# Waxianghua
El waxianghua (瓦鄉話 / 瓦乡话 'habla rural') es una lengua mixta o forma criollizada con léxico del chino y del  hmong en el noroeste de la provincia china de Hunan. Las diferencias con el mandarín del suroeste y con el xiang son múltiples e incluyen fenómenos de inversión sintáctica frecuentemente.
La lengua se habla en los distritos de Luxi, Guzhang y Yongshun en la prefecturas autónom de Xiangxi Tujia y Miao, así como en las ciudades de Chenxi, Xupu y Yuanling.
- "hua" significa 'habla, lengua en chino mandarín,
- "xiang" significa 'rural' en chino mandarín,
- "wa" significa 'habla' en los dialectos siníticos meridionales.

La palabra 瓦 es sólo una transcripción fonética.